# Inuvik Region
Inuvik Region ist eine von fünf Verwaltungsregionen in den Nordwest-Territorien. Das Regionalbüro hat seinen Sitz in Inuvik, einer der acht Gemeinden der Region. Diese liegen zumeist im Gebiet der Beaufortseeküste. Die Bevölkerung setzt sich hauptsächlich aus Inuvialuit (Inuit) und Gwich'in (First Nation) zusammen.
Zwischen 1999 und 2011 gab es auch eine von Statistics Canada „Inuvik Region“ benannte Census Division. Diese Zensusregionen dienen ausschließlich statistischen Zwecken. Die räumliche Ausdehnung dieser Region, einer von damals zwei Zensusregionen im Territorium, war größer als die gleichnamige Verwaltungsregion. Inzwischen ist das Territorium in sechs Zensusregionen aufgeteilt. 

## Gemeinden
In der Verwaltungsregion gibt es die nachfolgenden Gemeinden:
| Aklavik        | Hamlet (Weiler)     | 633   | 590   |
| Fort McPherson | Hamlet              | 792   | 700   |
| Inuvik         | Town (Kleinstadt)   | 3.643 | 3.243 |
| Paulatuk       | Hamlet              | 313   | 265   |
| Sachs Harbour  | Hamlet              | 112   | 103   |
| Tsiigehtchic   | Charter community a | 143   | 172   |
| Tuktoyaktuk    | Hamlet              | 854   | 898   |
| Ulukhaktok     | Hamlet              | 402   | 396   |